# Florencia de Poitiers
Florencia fue una joven frigia que siguió a San Hilario (303-367) a su regreso del exilio ordenado por el emperador. Lo consagró a Dios y se ofreció a retirarse a Comblé, un pueblo al este de Celle-l'Évescault que era una de sus muchas propiedades. Allí vivió hasta los 29 años entre rezos y mortificaciones.
Comblé es hoy el tema de una peregrinación cristiana en honor a Santa Florencia.